# Acid hydrochloric
Acid hydrochloric, hay còn gọi là acid muriatic, là một acid vô cơ mạnh, tạo ra từ sự hòa tan của khí hydro chloride (công thức hóa học: HCl) trong nước. Ban đầu, acid này được sản xuất từ acid sulfuric và muối ăn vào thời Phục Hưng, thậm chí từ thời Trung Cổ, sau đó được các nhà hóa học Glauber, Priestley và Davy sử dụng trong các nghiên cứu khoa học của họ. Acid hydrochloric được tìm thấy trong dịch vị, và cũng là một trong những yếu tố phổ biến gây nên bệnh loét dạ dày nếu dạ dày bị nhiễm khuẩn HP.
Acid hydrochloric đậm đặc nhất có nồng độ tối đa là 40%. Ở dạng đậm đặc, acid này có thể tạo thành các sương mù acid, chúng đều có khả năng ăn mòn các mô con người, gây tổn thương cơ quan hô hấp, mắt, da và ruột. Ở dạng loãng, acid hydrochloric cũng được sử dụng làm chất vệ sinh, lau chùi nhà cửa, sản xuất gelatin và các phụ gia thực phẩm, tẩy rửa, và xử lý da. Acid hydrochloric dạng hỗn hợp đẳng phí (gần 20,2%) có thể được dùng như một tiêu chuẩn cơ bản trong phân tích định lượng.
Acid hydrochloric được sản xuất với quy mô lớn và cách mạng công nghiệp ở thế kỷ XVIII, chủ yếu được sử dụng trong ngành công nghiệp hóa chất để sản xuất nhựa PVC, và các sản phẩm trung gian như MDI/TDI để tạo ra polyurethane. Có khoảng 20 triệu tấn acid hydrochloric được sản xuất hàng năm.

## Từ nguyên
Acid hydrochloric được các nhà giả kim thuật châu Âu gọi là dung dịch muối (spirits of salt) hay acidum salis (acid muối). Cả hai tên vẫn còn đang sử dụng, đặc biệt là trong các ngôn ngữ ngoài tiếng Anh như tiếng Đức: Salzsäure và tiếng Hà Lan: Zoutzuur. Khí HCl được gọi là khí acid biển (marine acid air). Tên cũ là acid muriatic (muriatic acid) có cùng nguồn gốc (muriatic nghĩa là "liên quan đến nước muối hay muối"), và tên gọi này thỉnh thoảng vẫn còn được sử dụng.

## Lịch sử

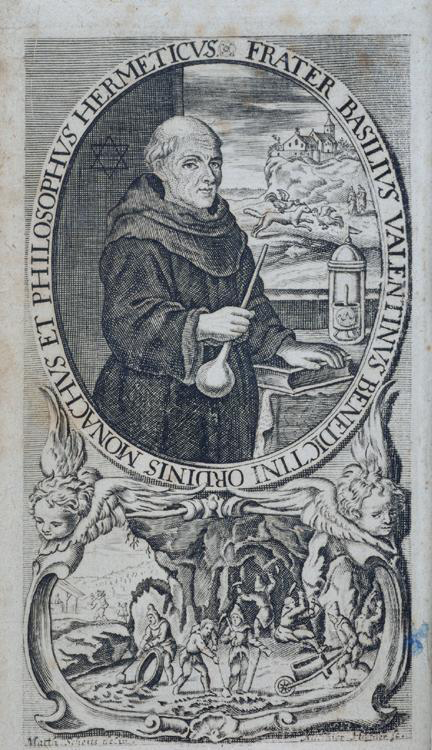
Basil Valentine

Không có nhiều tài liệu rõ ràng cho thấy acid hydrochloric được điều chế vào thời kỳ Trung cổ. Có vẻ như nguồn đầu tiên đề cập đến việc điều chế vào thế kỷ XV và XVI, nhưng vẫn còn là vấn đề tranh cãi. Một số tác giả vẫn giữ quan điểm rằng acid này được Basil Valentine, thầy tu dòng Benedict Đức, phát hiện vào thế kỷ XV, bằng cách nung muối ăn (NaCl) và acid sulfuric (H
2SO
4) lục. Nước vương thủy, một hỗn hợp giữa acid nitric và acid hydrochloric đã được mô tả bởi nhà giả kim thuật châu Âu thế kỷ XIII PseudoGeber (Paul of Taranto).
Vào thế kỷ XVII, Johann Rudolf Glauber ở Karlstadt am Main, Đức, đã sử dụng muối ăn và acid sulfuric để điều chế natri sulfat Na2SO4 bằng phản ứng Mannheim giải phóng khí hydro chloride. Joseph Priestley ở Leeds, Anh đã tạo ra hydro chlorua tinh khiết năm 1772, vào năm 1818 Humphry Davy ở Penzance, Anh đã chứng minh rằng thành phần hóa học bao gồm hydro và chlor. Phản ứng Mannheim được mô tả như sau:
2 NaCl + H2SO4 → Na2SO4 + 2 HCl 
Trong suốt thời kỳ cách mạng công nghiệp ở châu Âu, nhu cầu kiềm tăng, một phương pháp điều chế công nghiệp do Nicolas Leblanc (ở Issoundun, France) đề xuất đã cho phép sản xuất natri carbonat (Na2CO3 - tro soda) với số lượng lớn và giá rẻ. Theo công nghệ Leblanc, muối ăn được chuyển thành tro soda từ acid sulfuric và than, đồng thời giải phóng hydro chloride. Trước khi có đạo luật Alkali 1863 ở Anh và các chính sách tương tự ở các quốc gia khác, lượng HCl dư được thải vào không khí. Sau khi thông qua đạo luật, các nhà sản xuất tro soda dùng nước để hấp thụ khí này, đồng thời sản xuất acid hydrochloric theo quy mô công nghiệp.
Trong thế kỷ XX, công nghệ Leblanc được thay thế hoàn toàn bởi công nghệ Solvay không tạo ra sản phẩm acid hydrochloric. Vì acid hydrochloric đã được sử dụng rộng rãi trong nhiều lĩnh vực nên nhu cầu thương mại cần có các phương pháp khác để sản xuất nó, một số trong các phương pháp này vẫn còn được sử dụng cho đến ngày nay. Sau năm 2000, acid hydrochloric hầu hết được sản xuất bằng cách hấp thụ khí hydro chloride từ việc sản xuất các hợp chất hữu cơ công nghiệp.
Từ năm 1988, acid hydrochloric được liệt vào bảng II chất tiền chế, Công ước Liên Hợp Quốc về Chống vận chuyển trái phép ma túy và các chất hướng thần 1998 (Table II precursor under the 1988 United Nations Convention Against Illicit Traffic in Narcotic Drugs and Psychotropic Substances) do nó được sử dụng trong việc điều chế heroin, cocain, và methamphetamine.

## Tính chất

### Tính chất hóa học

Chuẩn độ: Dung dịch chuẩn nhỏ giọt từ buret vào dung dịch analyte trong bình flask. Việc nhỏ giọt kết thúc khi chất chỉ thị màu thay đổi.

Acid hydrochloric là acid một nấc, tức nó có thể phân ly cho ra một ion H+ và một ion Cl−. Khi hòa tan trong nước, H+ liên kết với phân tử nước tạo thành ion hydronium, H3O+:
{\displaystyle {\ce {HCl + H2O -> H3O^+ + Cl^-}}}
Do phân ly hoàn toàn trong nước nên acid hydrochloric được xếp vào nhóm acid mạnh. Các acid monoproton có một hằng số điện ly, Ka, cho thấy mức độ phân ly của nó trong nước. Đối với các acid mạnh tương tự như HCl, thì Ka có giá trị lớn, và bên cạnh đó, cũng đã có nhiều nghiên cứu lý thuyết để xác định giá trị Ka đối với HCl. Giá trị Ka thường được tính thông qua pKa, giá trị pKa của HCl, tùy theo nguồn, dao động trong khoảng -3 đến -7, thậm chí đến -9,3.
{\displaystyle \ pK_{\mathrm {a} }=-\log _{10}K_{\mathrm {a} }}
Khi cho các muối chloride như NaCl vào dung dịch HCl thì chúng không ảnh hưởng đến giá trị pH, điều này cho thấy rằng ion Cl− là một gốc base liên hợp cực kỳ yếu và HCl bị phân ly hoàn toàn trong dung dịch. Đối với các dung dịch acid hydrochloric trung bình đến mạnh, người ta cho rằng số mol H+ bằng với số mol HCl, với độ tin cậy 4 chữ số thập phân.
Trong số sáu acid vô cơ mạnh phổ biến, acid hydrochloric là một acid monoproton ít có khả năng tạo phản ứng giảm số oxy hóa. Nó là một trong những acid mạnh ít độc hại nhất khi tiếp xúc bằng tay; ngoài tính acid, nó còn bao gồm các ion chlor không phản ứng và không độc hại. Các dung dịch acid hydrochloric trung bình-mạnh thì khá ổn định khi lưu trữ.
Acid hydrochloric thường được dùng phổ biến trong việc chuẩn độ dung dịch base. Các acid chuẩn độ mạnh cho các kết quả chính xác hơn do có điểm cuối rõ ràng. Acid hydrochloric dạng hỗn hợp đẳng phí (gần 20,2%) có thể được dùng như một tiêu chuẩn cơ bản trong phân tích định lượng, mặc dù nồng độ chính xác của nó phụ thuộc vào áp suất khí quyển khi điều chế nó.
Acid hydrochloric thường được dùng trong việc chuẩn bị mẫu trong hóa phân tích. Acid hydrochloric đặc có thể hòa tan một số kim loại, tạo ra các khí hydro và chlor. Nó phản ứng với các hợp chất base như calci carbonat hoặc đồng(II) oxide, tạo thành các dung dịch hòa tan có thể dùng để phân tích.
Như các loại acid khác, HCl có thể tác dụng với:
- Kim loại: Giải phóng khí hydro và tạo muối chloride (trừ các kim loại đứng sau hydro trong dãy hoạt động hóa học các kim loại như Cu, Hg, Ag, Pt, Au).

Fe + 2HCl → FeCl2+ H2
- Oxide base: Tạo muối chloride và nước.

ZnO + 2HCl → ZnCl2 + H2O
- Base: Tạo muối chloride và nước.

NaOH + HCl → NaCl + H2O
- Muối: tác dụng với các muối có gốc anion hoạt động yếu hơn tạo muối mới và acid mới.

CaCO3 + 2HCl → CaCl2 + CO2 + H2O
Ngoài ra, trong một số phản ứng HCl còn thể hiện tính khử bằng cách khử một số hợp chất như KMnO4 (đặc), MnO2, KClO3 giải phóng khí chlor.
2KMnO4(đặc) + 16HCl → 2KCl + 2MnCl2 + 5Cl2 + 8 H2O
MnO2 + 4HCl → MnCl2 + Cl2 + 2H2O

### Tính chất vật lý
Ở điều kiện thông thường (nhiệt độ và áp suất tiêu chuẩn, chiếu sáng), dung dịch Acid hydrochloric thường được quan sát thấy là một chất lỏng không màu, trong suốt hoặc vàng nhạt (do lẫn hợp chất), có thể bốc khói, hơi nhớt, nặng hơn nước, khúc xạ ánh sáng nhiều hơn nước một chút:
| Nồng độ                                                          | Nồng độ   | Nồng độ | Mật độ | Nồng độ mol | pH   | Độ nhớt | Nhiệt dung riêng | Áp suất hơi | Điểm sôi | Điểm nóng chảy |
| kg HCl/kg                                                        | kg HCl/m³ | Baumé   | kg/l   | mol/dm³     |      | mPa•s   | kJ/(kg•K)        | Pa          | °C       | °C             |
| ---------------------------------------------------------------- | --------- | ------- | ------ | ----------- | ---- | ------- | ---------------- | ----------- | -------- | -------------- |
| 10%                                                              | 104,80    | 6,6     | 1,048  | 2,87        | −0,5 | 1,16    | 3,47             | 0,527       | 103      | −18            |
| 20%                                                              | 219,60    | 13      | 1,098  | 6,02        | −0,8 | 1,37    | 2,99             | 27,3        | 108      | −59            |
| 30%                                                              | 344,70    | 19      | 1,149  | 9,45        | −1,0 | 1,70    | 2,60             | 1.410       | 90       | −52            |
| 32%                                                              | 370,88    | 20      | 1,159  | 10,17       | −1,0 | 1,80    | 2,55             | 3.130       | 84       | −43            |
| 34%                                                              | 397,46    | 21      | 1,169  | 10,90       | −1,0 | 1,90    | 2,50             | 6.733       | 71       | −36            |
| 36%                                                              | 424,44    | 22      | 1,179  | 11,64       | −1,1 | 1,99    | 2,46             | 14.100      | 61       | −30            |
| 38%                                                              | 451,82    | 23      | 1,189  | 12,39       | −1,1 | 2,10    | 2,43             | 28.000      | 48       | −26            |
| Bảng trên sử dụng nhiệt độ 20 °C và áp suất 1 atm (101,325 kPa). |           |         |        |             |      |         |                  |             |          |                |

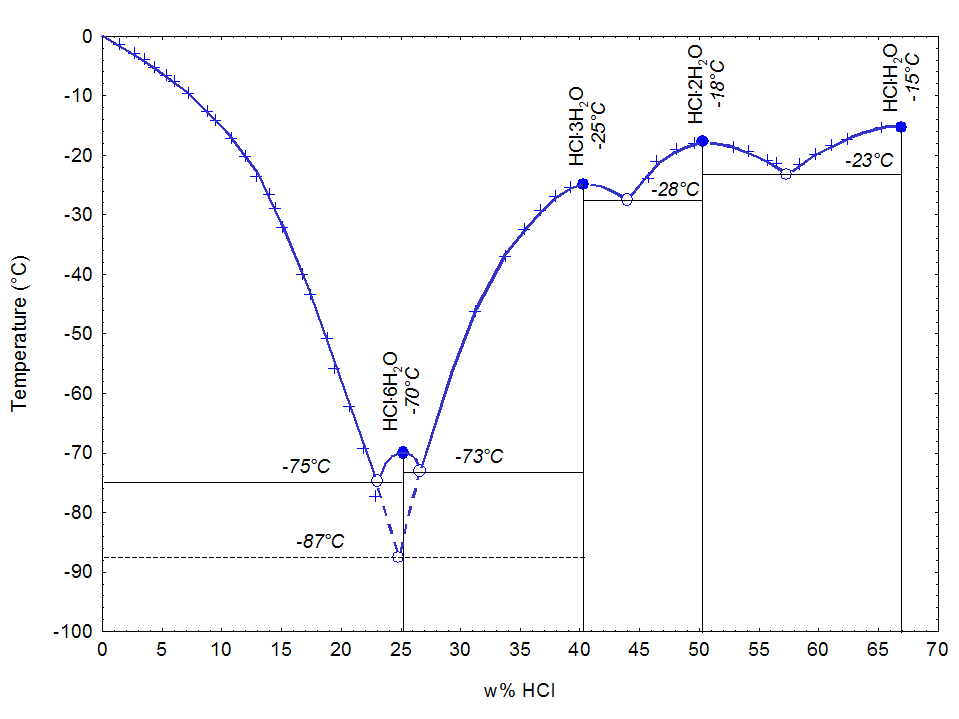
Nhiệt độ nóng chảy là một hàm của nồng độ HCl trong nước.

Các tính chất vật lý của acid hydrochloric như điểm sôi và điểm nóng chảy, mật độ, và pH phụ thuộc vào nồng độ mol của HCl trong dung dịch acid. Chúng thay đổi trong dung dịch với nồng độ phần trăm rất thấp từ 0% HCl đến hơn 40% HCl.
Acid hydrochloric ở dạng hỗn hợp hai hợp phần gồm HCl và H2O có điểm sôi hỗn hợp đẳng phí khi nồng độ 20,2% HCl và nhiệt độ 108,6 °C (227 °F). Có bốn điểm eutecti kết tinh cố định đối với HCl, giữa các dạng tinh thể của HCl•H2O (68% HCl), HCl•2H2O (51% HCl), HCl•3H2O (41% HCl), HCl•6H2O (25% HCl), và đóng băng (0% HCl). Cũng có điểm eutectic rất ổn định ở nồng độ 24,8% giữa dạng băng và HCl•3H2O kết tinh.

## Điều chế và sản xuất
Acid hydrochloric được sản xuất với nồng độ lên đến 38% HCl (nồng độ phần trăm). Các mức nồng độ cao hơn khoảng 40% có thể được sản xuất về mặt hóa học nhưng sau đó tốc độ bay hơi cao dẫn đến mức việc cất giữ và sử dụng cần có những khuyến cáo đặc biệt, như trong môi trường áp suất và nhiệt độ thấp. Acid hydrochloric trong công nghiệp thường sử dụng loại 30% đến 34%, nhằm tối ưu hóa trong việc vận chuyển và giảm thất thoát khí HCl ở dạng bay hơi. Các dung dịch sử dụng cho mục đích gia đình ở Hoa Kỳ, hầu hết là làm vệ sinh, thì có nồng độ nằm trong khoảng 10% đến 12%, với những khuyến cáo pha loãng trước khi dùng. Ở Anh, chất này được bán ở dạng "Spirits of Salt" dùng cho làm vệ sinh trong nhà, với độ acid tương tự như cấp công nghiệp ở Mỹ.
Hầu hết acid hydrochloric được sản xuất ở Mỹ, Tây Âu và Nhật Bản ở dạng sản phẩm phụ theo phương pháp chlor hóa chất hữu cơ. Các nhà sản xuất chính trên thế giới gồm Dow Chemical, FMC, Georgia Gulf, Tập đoàn Tosoh, Akzo Nobel, và Tessenderlo. Trong đó, Dow Chemical sản xuất 2 triệu tấn hàng năm tính theo khí HCl; và các công ty còn lại sản xuất từ 0,5 đến 1,5 triệu tấn/mỗi năm. Tổng sản lượng trên thế giới, tính theo HCl, ước tính 20 triệu tấn/năm, với 3 triệu tấn/năm từ việc tổng hợp trực tiếp, và phần còn lại là sản phẩm phụ từ các quá trình tổng hợp hữu cơ và tương tự. Cho đến nay hầu hết acid hydrochloric được tiêu thụ chủ yếu bởi các nhà sản xuất sử dụng làm nguyên liệu, phụ liệu để sản xuất các chế phẩm khác. Thị trường thế giới tiêu thụ khoảng 5 triệu tấn/năm.
Acid hydrochloric được sản xuất/điều chế theo các quy trình sau:

### Tổng hợp từ các nguyên tố
Quá trình này tổng hợp trực tiếp từ khí chlor và hydro cho ra sản phẩm có độ tinh khiết cao.
H2 + Cl2 → 2 HCl
(ΔH= -184,74 KJ/mol)
Phản ứng diễn ra trong buồng đốt được cung cấp khí chlor và Hydro ở nhiệt độ trên 2000 °C có mặt ngọn lửa. Để đảm bảo rằng phản ứng diễn ra hoàn toàn, người ta cung cấp lượng Hydro cao hơn chlor một chút (1-2%) để không còn chlor trong sản phẩm. Hỗn hợp của Hydro và chlor có khả năng gây nổ do đó cần những thiết bị đặc biệt có khả năng chịu nhiệt cao, và một điểm không thuận lợi là các chất phản ứng có chi phí cao.

### Phản ứng với chloride kim loại
Phản ứng với chloride kim loại, đặc biệt là natri chloride (NaCl), với acid sulfuric H2SO4) hoặc hydro sulfat:
Quá trình này được sử dụng chủ yếu trong thế kỷ XVIII hay còn gọi là quy trình Leblanc dùng trong sản xuất natri carbonat. Phản ứng diễn ra gồm 2 giai đoạn: giai đoạn 1 ở nhiệt độ khoảng 150-250 °C, và giai đoạn 2 ở nhiệt độ khoảng 500 đến 600 °C:
NaCl + H2SO4 đặc → NaHSO4 + HCl↑
NaCl + NaHSO4 → Na2SO4 + HCl↑
Phản ứng tổng có thể được viết như sau:
2 NaCl + H2SO4 → Na2SO4 + 2HCl↑
Chiều cân bằng phản ứng diễn ra theo hướng tạo khí HCl vì khí này được lấy ra liên tục. Phương pháp cho phép tạo ra các sản phẩm tinh khiết, thường được dùng trong phòng thí nghiệm. Phương pháp này không được dùng trong sản xuất thương mại vì acid sulfuric đắt hơn acid hydrochloric.

### Sản phẩm chlor hóa trong sản xuất chất hữu cơ
Các phản ứng chính:
- Nhiệt phân 1,2-dichloroethan tạo thành vinyl chloride, 90% lượng acid hydrochloric đường sản xuất ở Mỹ dùng phương pháp chlor hóa này:[28]

C
2H
4+ Cl
2 → C
2H
4Cl
2
C
2H
4Cl
2 → C
2H
3Cl + HCl
- chloride hóa alkan:[33][34]

Cl2 + RH → RCl + HCl
với R-là gốc hydrocarbon.
- phản ứng trao đổi gốc chlor với HF. Phản ứng này được dùng để chuyển sản phẩm chlor hóa (RCl) tạo ra HCl.[34]

RCl + HF → RF + HCl
- Tổng hợp tetrafluoroethen từ việc nhiệt phân chlorodifluoromethan:

2 CHF2Cl → CF2=CF2 + 2 HCl
- Từ đốt rác thải hữu cơ chlor:[28][34]

C
4H
6Cl
2 + 5O
2 → 4CO
2 + 2H
2O + 2HCl

### Hydrat hóa chloride kim loại nặng
2FeCl
3 + 6H
2O → Fe
2O
3 + 3H
2O + 6HCl
Sau quá trình tạo khí HCl, dòng khí chứa HCl đưa qua tháp hấp thụ, ở đây HCl lỏng đậm đặc được tạo ra bằng cách hấp thụ hơi HCl vào trong dung dịch acid hydrochloric yếu và được tách ra. Trong khi đó, dòng khí cuối cùng được đưa tới thiết bị làm sạch để loại HCl tự do trước khi thải ra ngoài không khí.

## Ứng dụng

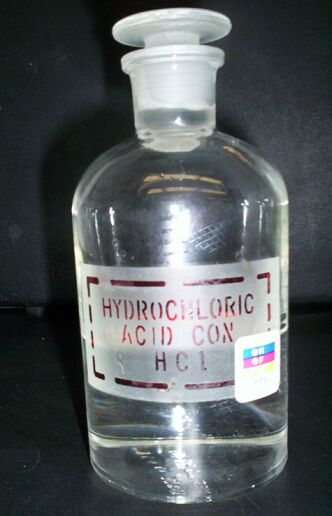
Acid HCl được sử dụng phổ biến trong phòng thí nghiệm.

Acid hydrochloric là một acid mạnh được sử dụng trong nhiều ngành công nghiệp. Ứng dụng thường để xác định chất lượng sản phẩm theo yêu cầu.

### Tẩy rỉ thép
Một trong những ứng dụng quan trọng của acid hydrochloric là dùng để loại bỏ rỉ trên thép, đó là các oxide sắt, trước khi thép được đưa vào sử dụng với những mục đích khác như cán, mạ điện và những kỹ thuật khác. HCl dùng trong kỹ thuật có nồng độ 18% là phổ biến, được dùng làm chất tẩy rỉ của các loại thép carbon.
Fe2O3 + 6 HCl → 2 FeCl3 + 3 H2O
Acid đã qua sử dụng được tái dùng nhiều lần gọi là các dung dịch sắt(II) chloride, nhưng mức độ các kim loại nặng cao trong dung dịch tẩy này làm giảm hiệu quả của phản ứng.
Công nghiệp tẩy thép đã phát triển các công nghệ "tái chế acid hydrochloric", như công nghệ lò phun hoặc công nghệ tái sinh HCl tầng sôi, quá trình này cho phép thu hồi HCl từ chất lỏng đã tẩy rửa. Công nghệ tái chế phổ biến hất là pyrohydrolysis, thực hiện theo phản ứng sau:
4 FeCl2 + 4 H2O + O2 → 8 HCl+ 2 Fe2O3
Bằng cách hồi phục đặc tính của acid đã qua sử dụng, người ta thực hiện theo một chu trình acid khép kín. Sản phẩm phụ trong quá trình tái chế là sắt(III) oxide được thu hồi và sử dụng vào nhiều mục đích trong công nghiệp.

### Sản xuất các hợp chất hữu cơ
Một ứng dụng quan trọng khác của acid hydrochloric là dùng trong sản xuất các hợp chất hữu cơ như vinyl chloride và dichloroethan để sản xuất PVC. Quá trình này sử dụng các acid do doanh nghiệp sản xuất chứ không từ thị trường tự do. Các hợp chất hữu cơ khác được sản xuất từ HCl như bisphenol A sản xuất polycarbonat, than hoạt tính, và acid ascobic, cũng như trong một số sản phẩm của ngành dược.
2 CH2=CH2 + 4 HCl + O2 → 2 ClCH2CH2Cl + 2 H2O
gỗ + HCl + nhiệt → than hoạt tính

### Sản xuất các hợp chất vô cơ
Nhiều sản phẩm có thể được sản xuất từ acid hydrochloric theo phản ứng acid-base tạo ra các hợp chất vô cơ. Chúng bao gồm các hóa chất xử lý nước như sắt(III) chloride và polyaluminium chloride (PAC).
Fe2O3 + 6 HCl → 2 FeCl3 + 3 H2O (sắt (III) chloride từ magnetit)
Cả sắt (III) chloride và PAC đều được sử dụng làm chất keo tụ và chất đông tụ để làm lắng các thành phần trong quá trình xử lý nước thải, sản xuất nước uống, và sản xuất giấy.
Các hợp chất vô cơ khác được sản xuất dùng HCl như muối calci chloride, nickel(II) chloride dùng cho việc mạ điện và kẽm chloride cho công nghiệp mạ và sản xuất pin.
CaCO3 + 2 HCl → CaCl2 + CO2 + H2O (calci chloride từ đá vôi)
Zn(s) + 2 HCl → ZnCl2 + H2(g)

### Kiểm soát và trung hòa pH
Acid hydrochloric có thể được dùng để điều chỉnh tính base của dung dịch.
OH− + HCl → H2O + Cl−
Trong công nghiệp yêu cầu độ tinh khiết (thực phẩm, dược phẩm, nước uống), acid hydrochloric chất lượng cao được dùng để điều chỉnh pH của nước cần xử lý. Trong ngành công nghiệp không yêu cầu độ tinh khiết cao, acid hydrochloric chất lượng công nghiệp chỉ cần đủ để trung hòa nước thải và xử lý nước hồ bơi.

### Tái sinh bằng cách trao đổi ion
Acid HCl chất lượng cao được dùng để tái sinh các nhựa trao đổi ion. Trao đổi cation được sử dụng rộng rãi để loại các ion như Na+ và Ca2+ từ các dung dịch chứa nước, tạo ra nước khử khoáng. Acid này được dùng để rửa các cation từ các loại nhựa.
Na+ bị thay thế bởi H+
Ca2+ bị thay thế bởi 2 H+
Trao đổi ion và nước khử khoáng được sử dụng trong tất cả các ngành công nghiệp hóa, sản xuất nước uống, và một số ngành công nghiệp thực phẩm.

### Ứng dụng khác
Acid HCl có nhiều ứng dụng ở quy mô nhỏ như: xử lý da, vệ sinh nhà cửa, và xây dựng nhà. Trong khai thác dầu, acid HCl có thể được dùng để bơm vào trong tầng đá của giếng dầu nhằm hòa tan một phần đá hay còn gọi là "rửa giếng", và tạo các lỗ rỗng lớn hơn. Acid hóa giếng khoan là một quá trình phổ biến được sử dụng trong công nghiệp khai thác dầu biển Bắc. Khi trộn dung dịch acid hydrochloric đậm đặc và dung dịch acid nitric đậm đặc theo tỉ lệ mol 1:3 thì nó có khả năng hòa tan vàng và bạch kim. (xem nước vương thủy).
Một số phản ứng hóa học liên quan đến acid HCl được ứng dung trong sản xuất thực phẩm, các thành phần thực phẩm và phụ gia thực phẩm. Các sản phẩm đặc trưng như aspartame, fructose, acid citric, lysine, thủy phân protein thực vật, và trong sản xuất gelatin. Acid HCl cấp thực phẩm (loại an toàn cho con người khi sử dụng) có thể được ứng dụng khi cần thiết trong sản phẩm cuối cùng.

## Trong sinh vật

Sơ đồ lớp nhầy có tính kiềm trong dạ dày người với cơ chế bảo vệ niêm mạc

Acid gastric là một trong những chất chính tiết ra từ dạ dày. Nó chứa chủ yếu là acid hydrochloric và tạo môi trường acid trong dạ dày với pH từ 1 đến 2.
Các ion chlor (Cl−) và hydro (H+) được tiết ra riêng biệt trong vùng đáy vị của dạ dày (stomach fundus) bởi các tế bào vách của niêm mạc dạ dày vào hệ tiết dịch gọi là tiểu quản (canaliculi) trước khi chúng đi vào lòng ống (lumen) dạ dày.
Acid gastric giữ vai trò là một chất kháng lại các vi sinh vật để ngăn ngừa nhiễm trùng và là yếu tố quan trọng để tiêu hóa thức ăn. pH dạ dày thấp làm biến tính các protein và do đó làm chúng bị dễ phân hủy bởi các enzym tiêu hóa như pepsin. pH thấp cũng kích hoạt các tiền enzym pepsinogen thành enzyme pepsin hoạt hóa bởi sự tự phân cắt (self-cleavage). Sau khi ra khỏi dạ dày, acid hydrochloric của dịch sữa bị natri bicarbonat vô hiệu hóa trong tá tràng.
Dạ dày tự nó được bảo vệ khỏi acid mạnh bằng cách tiết ra một lớp chất nhầy mỏng để bảo vệ, và bằng cách tiết ra dịch tiết tố để tạo ra lớp đệm natri bicarbonat. Loét dạ dày có thể xảy ra khi các cơ chế này bị suy yếu. Các thuốc nhóm kháng histamin và ức chế bơm proton (proton pump inhibitor) có thể ức chế việc tiết acid trong dạ dày, và các chất kháng acid được sử dụng để trung hòa acid có mặt trong dạ dày.

## Nguy hiểm

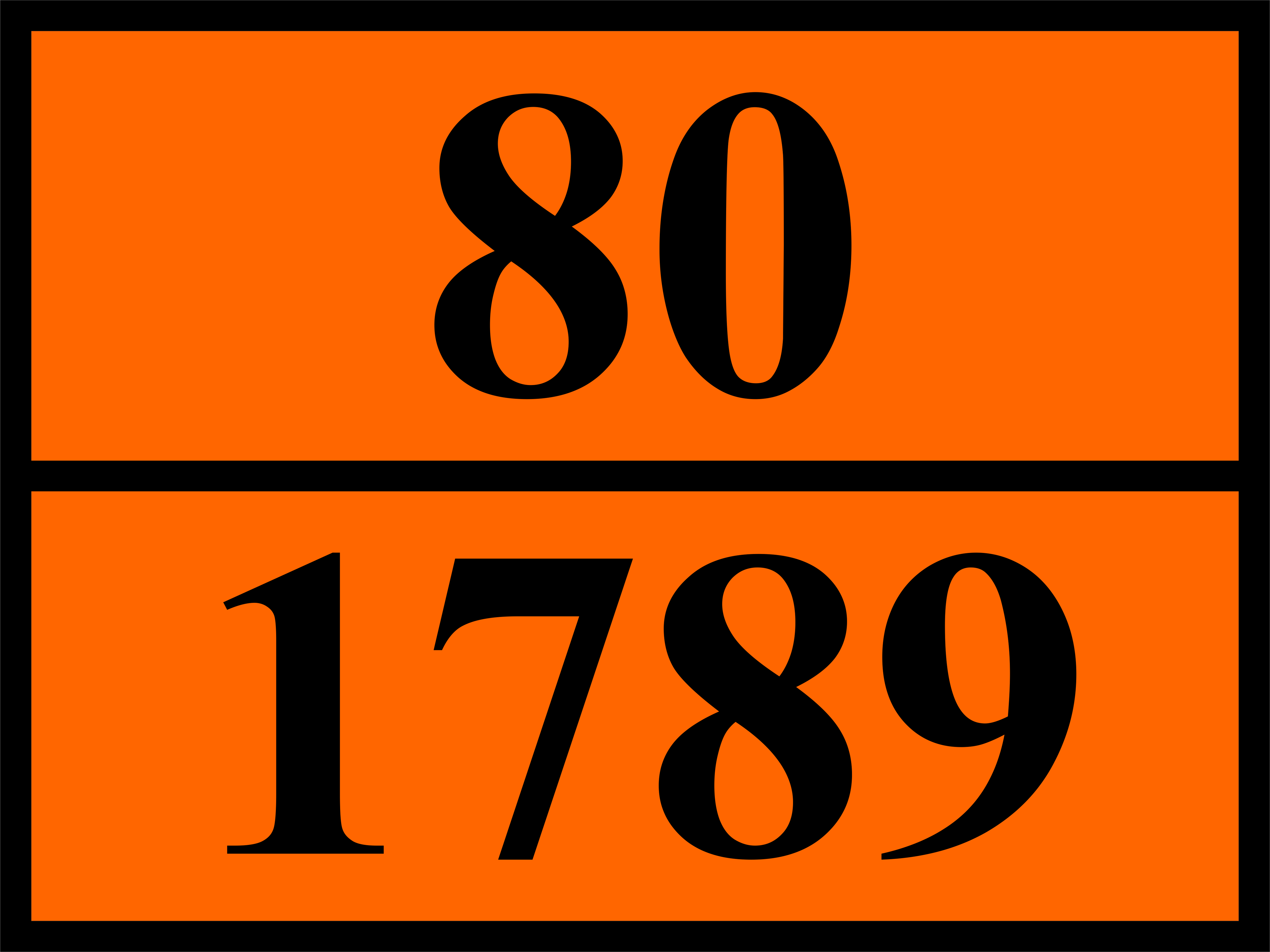
Nhãn ADR cảnh báo hàng hóa vận chuyển bằng đường bộ nguy hiểm

Acid hydrochloric đậm đặc có thể bay hơi, tạo thành các sương mù acid. Cả dạng sương mù và dung dịch đều có khả năng gây ảnh hưởng ăn mòn các mô con người, có khả năng gây tổn thương cơ quan hô hấp, mắt, da và ruột. Khi trộn acid hydrochloric với các chất oxy hóa phổ biến khác như natri hypochlorit (NaOCl) hoặc kali permanganat (KMnO4) làm giải phóng khí độc chlor.
NaOCl + 2 HCl → H2O + NaCl + Cl2
2 KMnO4 + 16 HCl → 2 MnCl2 + 8 H2O + 2 KCl + 5 Cl2
Đồ bảo hộ như găng tay cao su, kính bảo vệ mắt, và quần áo, giày chống chất hóa học được sử dụng để giảm thiểu những tác tại của việc tiếp xúc với loại acid này.
Mức độ nguy hiểm của dung dịch acid hydrochloric phụ thuộc vào nồng độ của nó. Bảng bên dưới liệt kê theo cách phân loại của EU về nồng độ acid này.
| Nồng độ khối lượng | Phân loại       | Nhóm R                                            |
| ------------------ | --------------- | ------------------------------------------------- |
| 10–25%             | Kích thích (Xi) | [R36/37/38] - gây kích thích mắt, hệ hô hấp và da |
| > 25%              | Ăn mòn (C)      | R34 - gây bỏng R37 - gây kích thích hệ hô hấp     |

Cơ quan bảo vệ môi trường Hoa Kỳ xếp acid hydrochloric vào nhóm chất độc. Số UN do Liên Hợp Quốc quy định cho acid hydrochloric là 1789.